# Manganov(VII) oksid
Manganov(VII) oksid ali manganov heptoksid je anorganska spojina, kislinski anhidrid permanganove kisline,  s kemijsko formulo Mn2O7. Je zelo reaktivna hlapna tekočina in močan oksidant, o katerem se pogosteje razpravlja kot se ga namerno pripravlja. Prvič so ga opisali leta 1860.

## Lastnosti
Kristali manganovega heptoksida so temno zeleni. Tekoč je v odbiti svetlobi zelen, v prepuščeni svetlobi pa rdeč. Topen je v ogljikovem tetrakloridu in v stiku z vodo razpade. Tali se pri 5.9 °C in pri -10 °C sublimira. Iz njegovih lastnosti je razvidno, da je nepolaren, kar potrjuje njegova zgradba. Molekula je sestavljena iz para tetraedrov, ki si delita skupno oglišče. V središčih tetraedrov sta manganova atoma, na ogliščih pa kisikovi atomi. Razdalja Mn-O je 1,585  Å, razdalja Mn-premostitveni O pa 1,77 Å. Kot med atomi Mn-O-Mn meri 120,7°.
Mangan v manganovem heptoksidu je v svojem najvišjem možnem oksidacijskem stanju +7, enako kot permanganati, ki so mnogo bolj stabilni.  
Podobno zgradbo imajo pirosulfati, pirofosfati in dikromati. Najbolj podobna spojina je verjetno diklorov heptoksid Cl2O7. Podoben je tudi tehnecijev heptoksid Tc2O7, samo da kot med atomi Tc-O-Tc  meri 180°.  Enako formulo ima renijev heptoksid Re2O7, ki pa ni molekula, ampak anorganski polimer, v katerem se v kristalni zgradbi izmenjujejo oktaedrični in tetraedrični renijevi centri. V plinski fazi ima podobno zgradbo kot Tc2O7.

## Sinteza in reakcije
Manganov heptoksid je temno zelena oljnata tekočina, ki nastane z raztapljenjem kalijevega permanganata v žveplovi kislini. V reakciji na začetku nastaja permanganova kislina HMnO4 s strukturo HOMnO3, iz katere prebitna žveplova kislina odtegne vodo, tako da nastane njen anhidrid Mn2O7:
2 KMnO4 + (hladna) 2 H2SO4 → Mn2O7 + H2O + 2 KHSO4
Mn2O7 lahko še naprej reagira z žveplovo kislino, pri čemer nastane kation MnO+
3:
Mn2O7 + 2 H2SO4 → 2 [MnO3]+[HSO4]− + H2O
Mn2O7 pri sobni temperaturi razpade. Pri temperaturah nad 55 °C je razpad eksploziven. Eksplozijo lahko sproži tudi udarec ali kakšna oksidabilna organska spojina. Produkta razpada sta MnO2 in O2. Sprošča se lahko tudi ozon, ki ima oster vonj. Ozon lahko spontano vžge na primer papir, prepojen z raztopino alkohola. Tvorjenje manganovega heptoksida kot stranskega produkta je v mnogih primerih nezaželena.